# چیغلی
چیغلی (به ترکی استانبولی: Çiğli) یک منطقهٔ مسکونی در ترکیه است که در استان ازمیر واقع شده‌است.

## خواهرخوانده
شهرهای برانه، آشانو و نویکلن خواهرخوانده‌های چیغلی هستند.